# Antonín Huvar
Antonín Huvar (23. července 1922 Albrechtičky – 22. září 2009 Nový Jičín) byl český katolický kněz, člen Orla a skautu, politický vězeň komunistického režimu, vysokoškolský pedagog (po sametové revoluci vyučoval katechetiku na teologické fakultě v Olomouci) a spisovatel.

## Život
V 90. letech byl jmenován papežským prelátem a v roce 1998 mu byl udělen Řád Tomáše Garrigua Masaryka III. třídy. Kvůli svému náboženskému přesvědčení a práci s mládeží ve skautu byl v době komunistické totality dlouhodobě vězněn (celkem 10 let v 13 žalářích).

## Dílo (výběr)
- Vliv prostředí na utváření charakteru dítěte, 1. vyd. Toronto: Moravia Publishing, 1970.
- Přirozená výchova k vůdcovství: S pouţitím nadpřirozených faktorů, 1. vyd. Olomouc, Matice cyrilometodějská, 1994, 314 s.
- Záblesky z temného dolu: Hovory k bratřím v době tísně, 1. vyd. Nový Jičín: Kontext, 1995, 158 s.
- Střepy jednoho ţivota, 1. vyd. Toronto: Moravia Publishing, 1995, ISBN 0-921863-26-8.
- Střepy: Dokumentace, 2. vyd. Toronto: Moravia Publishing, 1996, 425 s. ISBN 0-921863-26-8.
- Synci: od kolébky k oltáři, 1. vyd. Olomouc, MCM, 1996, 239 s.
- Dívčiny, 1. vyd. Olomouc, Matice cyrilometodějská, 1997, 293 s.
- Otec kardinál Tomášek. In: Musil, J. V. a kol.: Zdroje a prostředky pedagogiky prof. ThDr. Františka kardinála Tomáška, 1. vyd. Olomouc, MCM, 1999, 68 s. Na s. 12 – 15, ISBN 80-7266-031-4.
- Univ. doc. PhDr. Cyril Stejskal – nezlomený účastník dějin hanby a slávy po roce 1948, In: Musil, J. V. (ed.) aj. Doc. Dr. Cyril Stejskal, 31. 12. 1890 – 10. 9. 1969, 1. vyd. Olomouc, Vlastivědná společnost muzejní, 2001, 80 s. Na s. 15 – 18, ISBN 80-238-7360-1.
- Život žabím pohledem, 1. vyd. (monografie na CD-ROM), 2003, 750 s.[2]